# Compsocephalus preussi
Compsocephalus preussi är en skalbaggsart som beskrevs av Hermann Julius Kolbe 1892. Compsocephalus preussi ingår i släktet Compsocephalus och familjen Cetoniidae. Inga underarter finns listade i Catalogue of Life.